# Anisodes liposema
Anisodes liposema là một loài bướm đêm trong họ Geometridae.